# Thuli Dladla
Thuli Dladla, esvatinska političarka in diplomatka; * ?.
2. novembra 2018 je bila imenovana na mesto ministrice za zunanje zadeve Kraljevine Esvatini. Je prva zunanja ministrica v državi, pred tem je bila senatorka. Februarja 2019 je obiskala Tajvan in se srečala s predsednico Tsai Ing-wen.